# ريتشارد بيجز (مهندس الصوت)
ريتشارد بيجز (بالإنجليزية: Richard Beggs)‏ هو مهندس الصوت أمريكي، ولد في 8 يناير 1942 في سان فرانسيسكو في الولايات المتحدة.

## وصلات خارجية
- ريتشارد بيجز على موقع IMDb (الإنجليزية)
- ريتشارد بيجز على موقع ميوزك برينز (الإنجليزية)
- ريتشارد بيجز على موقع قاعدة بيانات الفيلم (الإنجليزية)